# Phil Bryant
Dewey Phillip Bryant (Moorhead, 9 dicembre 1954) è un politico statunitense, governatore repubblicano del Mississippi dal 2012 al 2020.

## Biografia
Phil Bryant nasce a Moorhead, nel Mississippi. Si trasferisce a Jackson, dove dapprima studia alla Hinds Community College, per poi conseguire una laurea presso la University of Southern Mississippi, e successivamente consegue un master presso il Mississippi College, dove poi avrebbe insegnato storia politica sia prima che durante il suo primo mandato da governatore.
Alle elezioni governative del 2011 ha sconfitto il democratico Johnny DuPree con il 70% dei voti, venendo eletto governatore del Mississippi.
Nel 2015 viene riconfermato per un secondo mandato.